# Canoa/kayak ai Giochi olimpici
Le gare di canoa/kayak si sono svolte in maniera ufficiale a partire dai Giochi olimpici del 1936, precedentemente presentate come solo sport dimostrativo a Parigi 1924. Il programma era composto unicamente da eventi maschili sino 1948, anno in cui furono introdotte anche gare femminili di velocità (solo con il kayak). Da Monaco di Baviera 1972 sono state introdotte al fianco delle gare di velocità, per ambo i sessi, eventi di slalom.
Le categorie rispettano il tipo di imbarcazione, il numero dell'equipaggio e la distanza da coprire: avremo quindi le categorie C (canoa) 1 e 2; il K (kayak) 1, 2 e 4; e la categoria - disputata solo nel 1936 - F (kayak smontabile) 1 e 2. 
Le gare di velocità sono state attuate su distanze di 500m e 1.000m, una breve parentesi su lunga distanza (10.000m) è stata disputata dal 1936 al 1956. Dalle Olimpiadi di Londra 2012 gli eventi maschili C-1, K-1 e K-2 su 500m sono stati rimpiazzati da gare di velocità su 200m, distanza non sostituita, anzi integrata, negli eventi femminili di K-1.

## Medagliere
Aggiornato a Parigi 2024. In corsivo le nazioni (o squadre) non più esistenti.
| Pos | Nazione                   | Oro | Argento | Bronzo | Totale |
| --- | ------------------------- | --- | ------- | ------ | ------ |
| 1   | Germania                  | 36  | 21      | 26     | 83     |
| 2   | Unione Sovietica          | 29  | 13      | 9      | 51     |
| 3   | Ungheria                  | 28  | 35      | 30     | 93     |
| 4   | Svezia                    | 15  | 11      | 4      | 30     |
| 5   | Germania Est              | 14  | 7       | 9      | 30     |
| 6   | Nuova Zelanda             | 14  | 3       | 2      | 19     |
| 7   | Romania                   | 10  | 10      | 14     | 34     |
| 8   | Francia                   | 9   | 11      | 19     | 39     |
| 9   | Australia                 | 8   | 9       | 15     | 32     |
| 10  | Slovacchia                | 8   | 7       | 6      | 21     |
| 11  | Italia                    | 7   | 8       | 4      | 19     |
| 12  | Rep. Ceca                 | 7   | 6       | 6      | 19     |
| 13  | Cecoslovacchia            | 7   | 4       | 1      | 12     |
| 14  | Stati Uniti               | 6   | 6       | 7      | 19     |
| 15  | Norvegia                  | 6   | 4       | 4      | 14     |
| 16  | Canada                    | 5   | 11      | 12     | 28     |
| 17  | Spagna                    | 5   | 10      | 8      | 23     |
| 17  | Gran Bretagna             | 5   | 10      | 8      | 23     |
| 19  | Finlandia                 | 5   | 2       | 3      | 10     |
| 20  | Cina                      | 5   | 2       | 0      | 7      |
| 21  | Bulgaria                  | 4   | 5       | 8      | 17     |
| 22  | Squadra Unificata Tedesca | 4   | 5       | 2      | 11     |
| 23  | Danimarca                 | 3   | 6       | 8      | 17     |
| 24  | Austria                   | 3   | 5       | 6      | 14     |
| 25  | Ucraina                   | 3   | 4       | 4      | 11     |
| 26  | Germania Ovest            | 2   | 6       | 3      | 11     |
| 27  | Russia                    | 2   | 4       | 7      | 13     |
| 28  | Bielorussia               | 2   | 3       | 4      | 9      |
| 29  | Jugoslavia                | 2   | 2       | 1      | 5      |
| 30  | Brasile                   | 1   | 3       | 1      | 5      |
| 30  | Cuba                      | 1   | 3       | 1      | 5      |
| 32  | Slovenia                  | 1   | 2       | 0      | 3      |
| 33  | Squadra Unificata         | 1   | 1       | 0      | 2      |
| 34  | Polonia                   | 0   | 9       | 14     | 23     |
| 35  | Paesi Bassi               | 0   | 3       | 5      | 8      |
| 36  | Lettonia                  | 0   | 2       | 0      | 2      |
| 37  | Moldavia                  | 0   | 1       | 2      | 3      |
| 38  | Azerbaigian               | 0   | 1       | 1      | 2      |
| 38  | Portogallo                | 0   | 1       | 1      | 2      |
| 40  | Serbia                    | 0   | 1       | 0      | 1      |
| 40  | Svizzera                  | 0   | 1       | 0      | 1      |
| 42  | Israele                   | 0   | 0       | 1      | 1      |
| 42  | Giappone                  | 0   | 0       | 1      | 1      |
| 42  | Lituania                  | 0   | 0       | 1      | 1      |
| 42  | Sudafrica                 | 0   | 0       | 1      | 1      |
| 42  | Togo                      | 0   | 0       | 1      | 1      |

## Albo d'oro

### Atleti plurimedagliati
La lista riguarda i 17 atleti che sino a Londra 2012 hanno conquistato il maggior numero di medaglie olimpiche, almeno 5, ed è ordinata per numero di medaglie totali.
| Atleta                 | Nazione       | Oro | Argento | Bronzo | Totale |
| ---------------------- | ------------- | --- | ------- | ------ | ------ |
| Birgit Fischer-Schmidt | Germania      | 8   | 4       | 0      | 12     |
| Gert Fredriksson       | Svezia        | 6   | 1       | 1      | 8      |
| Katalin Kovács         | Ungheria      | 3   | 5       | 0      | 8      |
| Ivan Patzaichin        | Romania       | 4   | 3       | 0      | 7      |
| Agneta Andersson       | Svezia        | 3   | 2       | 2      | 7      |
| Katrin Wagner-Augustin | Germania      | 4   | 1       | 1      | 6      |
| Knut Holmann           | Norvegia      | 3   | 2       | 1      | 6      |
| Nataša Janić           | Ungheria      | 3   | 2       | 1      | 6      |
| Rüdiger Helm           | Germania Est  | 3   | 0       | 3      | 6      |
| Rita Kőbán             | Ungheria      | 2   | 3       | 1      | 6      |
| Ian Ferguson           | Nuova Zelanda | 4   | 1       | 0      | 5      |
| Ramona Portwich        | Germania      | 3   | 2       | 0      | 5      |
| Antonio Rossi          | Italia        | 3   | 1       | 1      | 5      |
| Paul MacDonald         | Nuova Zelanda | 3   | 1       | 1      | 5      |
| Andreas Dittmer        | Germania      | 3   | 1       | 1      | 5      |
| Kay Bluhm              | Germania      | 3   | 1       | 1      | 5      |
| Michal Martikán        | Slovacchia    | 2   | 2       | 1      | 5      |
| David Cal              | Spagna        | 2   | 4       | 0      | 5      |
| Olaf Heukrodt          | Germania      | 1   | 2       | 2      | 5      |
| Josefa Idem            | Italia        | 1   | 2       | 2      | 5      |